# Darrere la pista de l'assassí
Darrere la pista de l'assassí (títol original en anglès, Midnight in the Switchgrass) és una pel·lícula de thriller policial estatunidenca del 2021 dirigida per Randall Emmett en el seu debut com a director, a partir d'un guió d'Alan Horsnail. És protagonitzada per Megan Fox, Bruce Willis, Emile Hirsch, Lukas Haas, Colson Baker i Lydia Hull. S'ha doblat i subtitulat al català.
Es va estrenar en una selecció limitada de cinemes i a la carta el 23 de juliol de 2021 a càrrec de Lionsgate i va ser valorada negativament per la crítica quan es va estrenar.